# QCD su reticolo
In fisica, la cromodinamica quantistica su reticolo (oppure QCD su reticolo) è una particolare teoria di gauge su reticolo che fa riferimento a quell'insieme di tecniche di studio della cromodinamica quantistica, la teoria dei quark e dei gluoni, che fanno uso di un reticolo spazio-temporale discreto come procedura di regolarizzazione alla base di uno o più schemi di rinormalizzazione.
La formulazione della QCD in uno spazio-tempo discreto invece che continuo fornisce una regolarizzazione particolarmente adatta allo studio di fenomeni di bassa energia (o equivalentemente di grande distanza) come il confinamento delle cariche di colore, lo spettro di massa adronico o la formazione del plasma di quark e gluoni, che non possono essere trattati con i tradizionali metodi perturbativi per via della proprietà di libertà asintotica che caratterizza la QCD (a differenza, per esempio, della QED).